# Lucky's Tale
Lucky's Tale es un videojuego de plataformas en 3D independiente desarrollado y publicado por el estudio estadounidense Playful, y lanzado en 2016 exclusivamente como título de lanzamiento y juego empaquetado para los visores de realidad virtual Oculus Rift. En el E3 2017 se anunció una secuela sin soporte de realidad virtual titulada Super Lucky's Tale, que se lanzó en todo el mundo en noviembre de 2017.

## Recepción
Lucky's Tale recibió críticas "mixtas o promedio", según el agregador de reseñas Metacritic.